# -rode
Rode, andere vormen o.m. rade, roy en ray, was een Middelnederlands woord dat duidde op een stuk bos of heide dat ontruimd was om het in cultuur te brengen. Het stamde van het Oudnederlandse rotha, dat zelf zijn oorsprong vond bij het Germaanse werkwoord ryddan oftewel "verwijderen" (vgl. Nl. "rooien" en "uitroeien", Dui. ausrotten, Eng. to rid). "Rode" en hiervan afgeleide vormen werden ons voornamelijk overgeleverd dankzij hun aanwezigheid in tal van toponiemen.

## Afgeleide plaatsnamen
- Altrade
- Amstenrade
- Asenray
- Baasrode
- Castenray
- Doenrade
- Eckelrade
- Elkenrade
- Gelrode
- Gijzenrooi
- Gontrode
- Gruitrode
- Haanrade
- Haasrode
- Haringrode
- Heijenrath
- Herkenrade
- Herkenrode
- Hobbelrade
- Immenrode
- Imstenrade
- Kerkrade
- (onzeker) Kinrooi
- Klein-Doenrade
- Kloosterrade
- Kuilenrode
- Kunrade
- Landsrade
- Leveroy
- Merode
- Middelrode
- Nieuwenrode
- Nieuwrode
- Nijenrode
- Nistelrode
- Schelderode
- 's-Hertogenrade
- Sint-Agatha-Rode
- Sint-Brixius-Rode
- Sint-Genesius-Rode
- Sint-Oedenrode
- Sint-Pieters-Rode
- Sterkrade
- Stokrooie
- Stramproy
- Tielrode
- Tienray
- Tungelroy
- Vaesrade
- Venray
- Waanrode
- Wallerode
- Wanroij
- Welkenraedt
- Wernigerode
- Westrode
- Weustenrade
- Wijnandsrade